# هزاراسپ (شهر)
هزاراسپ (هزاراسب) نام شهری باستانی و همچنین نام دژی به همین نام در همین شهر در استان خوارزم در ازبکستان کنونی است.
در یکی از جنگ‌های سلطان سنجر و اتسز خوارزمشاه، هزاراسپ به وسیلهٔ سلطان سنجر محاصره شد و «ادیب صابر» این رباعی را بر تیری نوشت و در دژ انداخت:
| ای شاه همه ملک زمین حسب تو راست |  | از دولت و اقبال جهان کسب تو راست |
| امروز به یک حمله هزاراسپ بگیر   |  | فردا خوارزم و صدهزار اسب تو راست |

و رشیدالدین وطواط در پاسخ وی رباعی دیگری نوشت و با تیری از درون دژ به سوی لشکر سنجر انداخت: 
| ای شه که به جامت می صافی است نه دُرد |  | اعدای تو را ز غصه خون باید خورد |
| گر خصم تو ای شاه شود رستم گُرد       |  | یک خر ز هزاراسب تو نتواند برد   |

## هزاراسپ در منابع
در معجم‌البلدان در مورد این شهر چنین گفته شده‌است:
دژی است استوار و شهری پرآب که گرد آن را آب گرفته‌است و از یک سوی به خشکی راه دارد. تا خوارزم سه روز راه است و راه آن همه بازارهاست.
در کتاب برهان نیز از دژ آن سخن به میان می‌آید و آن را دژی از دژهای خراسان می‌نامد.
در تاریخ جهانگشای جوینی آمده که این شهر پس از یورش مغول در آب غرق شده‌است.